# Ignacio Jáuregui
Ignacio Jáuregui Díaz (né le 31 juillet 1938 à Guadalajara au Mexique) est un footballeur international mexicain, qui évoluait au poste de défenseur, avant de devenir entraîneur.

## Biographie

### Carrière de joueur

#### Carrière en sélection
Avec l'équipe du Mexique, il joue 32 matchs (pour un but inscrit) entre 1959 et 1967. 
Il figure dans le groupe des sélectionnés lors des coupes du monde de 1962 et de 1966. Lors du mondial 1962, il joue deux matchs : contre l'Espagne et la Tchécoslovaquie. Lors du mondial 1966, il ne joue qu'une seule rencontre, face au pays organisateur, l'Angleterre.

## Palmarès
Atlas
- Coupe du Mexique (1) :
  - Vainqueur : 1961-62.

- Supercoupe du Mexique (1) :
  - Vainqueur : 1962.